# Omicron Herculis
Pour les articles homonymes, voir Omicron.
Désignations
Omicron Herculis (o Her, o Herculis) est une étoile binaire de la constellation d'Hercule. Elle porte également la désignation de Flamsteed 103 Herculis. Elle a une magnitude apparente de 3,83 et une magnitude absolue de -1,24.

## Environnement stellaire
D'après la mesure de sa parallaxe annuelle par le satellite Hipparcos, Omicron Herculis est située à environ ∼ 338 a.l. (∼ 104 pc) de la Terre. Elle se rapproche du Système solaire à une vitesse radiale de −30 km/s.
Omicron Herculis est notable pour se situer non loin des coordonnées de l'apex solaire. Elle deviendra l'étoile la plus brillante du ciel dans environ 3,47 millions d'années, avec une magnitude apparente de −0,63, légèrement moins brillante que Canopus actuellement.

## Propriétés
Omicron Herculis est classée comme une étoile bleu-blanc de la séquence principale de type spectral B9,5V,. Les modèles d'évolution stellaire montrent toutefois qu'elle vient de quitter la séquence principale. L'étoile est 3,49 fois plus massive que le Soleil. Elle est 354 fois plus lumineuse que le Soleil et sa température de surface est de 9 484 K.
Omicron Herculis est une variable éruptive de type Gamma Cassiopeiae, qui sont des étoiles de type B en rotation rapide avec un fort vent stellaire. Elle tourne sur elle-même à une vitesse de rotation projetée de 194 km/s.
Omicron Herculis est répertoriée à la fois comme une binaire spectroscopique et une binaire interférométrique avec une séparation d'environ 60 mas, mais le compagnon reste à confirmer.